# Cena Václava Paciny
Nejlepší hráč Česká Pojišťovna play-off Tipsport extraligy ledního hokeje – Cena Václava Paciny je ocenění pro nejlepšího hokejistu play-off české hokejové extraligy. Toto ocenění uděluje deník Mladá fronta DNES.
Ocenění nese od roku 2008 jméno  Václava Paciny, dlouholetého sportovního novináře, který zemřel v roce 2006. 

## Držitelé
| Sezóna                      | Hráč                                            | Tým                                             |
| --------------------------- | ----------------------------------------------- | ----------------------------------------------- |
| 1993/1994                   | Jiří Dopita                                     | Olomouc                                         |
| 1994/1995                   | Rostislav Vlach                                 | Vsetín                                          |
| 1995/1996                   | Jiří Dopita                                     | Vsetín                                          |
| 1996/1997                   | Roman Čechmánek                                 | Vsetín                                          |
| 1997/1998                   | Jiří Dopita                                     | Vsetín                                          |
| 1998/1999                   | Martin Procházka                                | Vsetín                                          |
| 1999/2000                   | Petr Bříza                                      | Sparta Praha                                    |
| 2000/2001                   | Jiří Dopita                                     | Vsetín                                          |
| 2001/2002                   | Michal Broš                                     | Sparta Praha                                    |
| 2002/2003                   | Roman Málek                                     | Slavia Praha                                    |
| 2003/2004                   | Martin Altrichter                               | Zlín                                            |
| 2004/2005                   | Aleš Hemský                                     | Pardubice                                       |
| 2005/2006                   | Petr Bříza                                      | Sparta Praha                                    |
| 2006/2007                   | Jaroslav Hlinka                                 | Sparta Praha                                    |
| 2007/2008                   | Jaroslav Bednář                                 | Slavia Praha                                    |
| 2008/2009                   | Lukáš Mensator                                  | Karlovy Vary                                    |
| 2009/2010                   | Dominik Hašek                                   | Pardubice                                       |
| 2010/2011                   | Martin Růžička                                  | Třinec                                          |
| 2011/2012                   | Petr Koukal                                     | Pardubice                                       |
| 2012/2013                   | Jan Kovář                                       | Plzeň                                           |
| 2013/2014                   | Petr Čajánek                                    | Zlín                                            |
| 2014/2015                   | Pavel Francouz                                  | Litvínov                                        |
| 2015/2016                   | Radim Šimek                                     | Liberec                                         |
| 2016/2017                   | Marek Čiliak                                    | Brno                                            |
| 2017/2018                   | Martin Erat                                     | Brno                                            |
| 2018/2019                   | Šimon Hrubec                                    | Třinec                                          |
| 2019/2020                   | z důvodu pandemie covidu-19 se play off nehrálo | z důvodu pandemie covidu-19 se play off nehrálo |
| 2020/2021                   | Petr Vrána                                      | Třinec                                          |
| 2021/2022                   | Tomáš Kundrátek                                 | Třinec                                          |
| 2022/2023                   | Daniel Voženílek                                | Třinec                                          |
| 2023/2024                   | Ondřej Kacetl                                   | Třinec                                          |
| 2024/2025                   | Michal Postava                                  | HC Kometa Brno                                  |
| Zdroj na eliteprospects.com |                                                 |                                                 |

## Souvislé články
- Nejlepší hráč play-off v československé hokejové lize